# Menorquiner
Menorquiner är en hästras som utvecklats på ön Menorca i den spanska ögruppen Balearerna. Rasen härstammar från spanska och portugisiska hästar och påminner mycket om Andalusiern i typen. Menorquinern är alltid svart och används främst till ridning och i parader på ön. På spanska heter rasen Caballo pura raza Menorquiner (Renrasig Menorcahäst).

## Historia
Menorquinerhästen har avlats på Menorca i flera hundra år och har troligtvis sin härstamning i de spanska hästar som var omåttligt populära i Spanien från medeltiden och ända in på 1600-talet. Menorquinerhästen har även influerats av nordafrikanska Berberhästar och arabiska fullblod som funnits på den Iberiska halvön sedan morernas ockupation under medeltiden. 
Tillförsel av ytterligare iberiskt blod bör ha skett med svarta Andalusier och Lusitanohästar någon gång under 1600-talet eller 1700-talet för att fastställa typen och den svarta färgen. En strikt selektiv avel bör även ha tillämpats för att säkra den svarta färgen i alla avkommor. 
Menorquinern blev erkänd som egen ras först 1989 då den ingått under begreppet Andalusier tidigare. Idag finns ca 2 500 exemplar i Balearerna och ett stuteri finns även på Mallorca sedan 2004. Menorcahästar avlas även på andra ställen i Europa, bland annat i Nederländerna och Tyskland. 
Menorquinerna är vanliga att se i traditionella parader på öarna i Balearerna som går tillbaka till 1300-talet. Där rids hästarna i svart-vita traditionella ridkläder och både hästarna och ryttarna är dekorerade med satinband.

## Egenskaper
Menorquinerhästarna har ett väldigt iberiskt barock-utseende med en kraftig, muskulös hals, böjd nacke och ett avlångt huvud med lätt utåtbuktande nosprofil. Exteriören ger visst intryck av det arabiska inflytandet då den är lätt med smal buk och kort rygg, samt långa ben. Kroppen är något kvadratiskt byggd. Hästarna ska ha stora och runda ögon med livlig blick. Manen är ofta lång med kraftigt tagel som ofta bli vågigt. Benen ska vara långa men väl musklade. 
Det mest utmärkande draget är den svarta färgen som är den enda tillåtna färgen hos Menorquinerhästen. Den svarta färgen får ha undertoner av rött, brunt eller blått. Hästarna får ha vita tecken i ansikte eller på benen men dessa får inte vara för stora. 
Menorquinerhästarna är även kända för att vara nobla, stolta och energiska. Menorquinerhästarna kan ha ett väldigt hett temperament men de har talang inom dressyrsporten med mjuka, luftiga rörelser. Många Menorquinerhästar har även talang för de högre skolorna, där de gör rörelser i luften. Varje år hålls flera parader och festivaler där Menorquinerhästarna har en central del och ofta visas upp i skolorna ovan mark. 